# イェウヘーン・アシュケナージ

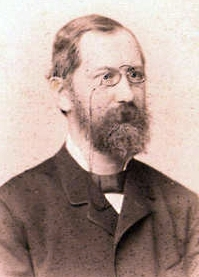
Eugen Askenasy

イェウヘーン・アシュケナージ（Eugen Askenasy、1845年5月5日 - 1903年8月24日）は、現ウクライナのテルノーピリ生まれのドイツ国の生物学者である。

## 生涯
1855年から1859年にドレスデンの高校を出た後、1862年にホーヘンハイムのアカデミーで農学を学んだ。1864年からハイデルベルク大学で近代植物生理学の創始者とされる、ユリウス・フォン・ザックスやヴィルヘルム・ホフマイスターのもとで植物学を学んだ。1866年の卒業後も、植物形態学などの研究を行い1881年にハイデルベルク大学の准教授、1897年に名誉教授となった。植物の水輸送の分野の研究を行い1895年樹液の上昇のための凝集説を発表した。
1886年にドイツ自然科学アカデミー・レオポルディーナ (Leopoldina) の会員に選ばれ、ゼンケンベルク自然科学協会、ハイデルベルクの自然史協会、ドイツ生物学会の会員でもあった。アシュケナージの蔵書はハイデルベルク植物学研究所にあり、標本はゼンケンベルク博物館に寄贈された。

## 著作
- Beiträge zur Kenntniss des Chorophylls und einiger dasselbe begleitender Farbstoffe
- Beiträge zur Kritik der Darwin'schen Lehre, 1872
- Ueber eine neue Methode, um die Vertheilung der Wachsthumsintersität in wachsenden Theilen zu bestimmen, 1878
- Ueber einige Beziehungen zwischen Wachsthum und Temperatur, 1890
- Beiträge zur Erklärung des Saftsteigens, 1896